# Dialetto agordino
Il dialetto agordino è l'insieme dei vernacoli parlato nella conca agordina e nella valle del Biois, considerabile come lingua di transizione tra il veneto settentrionale e il ladino; è perciò classificabile o come parte del veneto settentrionale, o come ladino-veneto o semiladino. 

Vista la grande varietà di forme e la sensibile differenza che si riscontra tra i dialetti della valle del Biois (Falcade, Canale, Vallada, Cencenighe, a cui si può comprendere San Tomaso, che resta nella valle del Cordevole) e quelli della conca agordina (Agordo, La Valle, Voltago e Frassené, Rivamonte, Taibon a cui si può aggiungere Sagron Mis in Trentino, che resta nella valle del Mis), sarebbe più opportuno parlare, al plurale, di dialetti agordini.

## Classificazione
Poiché questi vernacoli, al pari dei dialetti zoldani, sono parlate di transizione tra l'area veneta e l'area retoromanza, essi hanno caratteristiche che li accomunano a entrambi i gruppi. Essendo inoltre questi ultimi ambedue gruppi romanzi, derivati cioè dal latino, i dialetti agordini sono ritenibili come parte del continuum tra le due aree. Il filologo di origini agordine Giovan Battista Pellegrini riteneva le parlate della conca e quelle della val del Biois essenzialmente venete, definendo come veneto-ladine quelle della zona di Alleghe e Calloneghe, ladino-venete quelle di Colle Santa Lucia e Selva di Cadore e propriamente ladine solamente quelle di Livinallongo, Rocca Pietore e Laste.
Alcune delle caratteristiche peculiari sono nel tempo scomparse, per l'influsso dei dialetti bellunesi e del veneto, essendo l'Agordino storicamente legato a Belluno fin dall'Alto Medioevo e con esso a Venezia fin dal 'Quattrocento. Fra di esse, alcune tracce lessicali arcaiche (per esempio, di contro al veneto aqua ora comunque diffuso in tutto l'agordino, i dialetti arcaici presentavano àiva o èga).

 Oltre alle innovazioni lessicali di stampo veneto, tuttavia, si rintracciano caratteristiche fonetiche originarie che l'accomunano al veneto: fra queste, la trasformazione della c palatale latina (davanti a /i/ ed /e/) in /θ/ (reso solitamente ẑ o anche th), caratteristica tipicamente veneta, oggi confinata alle sole varianti settentrionali del veneto, o anche la tendenza a perdere la v iniziale (più marcata infatti nella conca).
Riferendosi a Graziadio Isaia Ascoli, che aveva enumerato alcune caratteristiche che riteneva pertinenti i dialetti ladini, si può notare come l'agordino ne presenti solamente alcune, e comunque parzialmente:
- la palatalizzazione di ca e ga in cia e gia avviene sono nei dialetti del Biois (cian, giamba...) e solo parzialmente (cantà), mentre la conca non la presenta affatto (can, gamba...);
- i nessi latini /kl/ e /pl/ non rimangono immutati come negli altri dialetti ladini (ad esempio il livinallese plan, clè), ma evolvono in /tʃ/ e /pj/ proprio come in veneto (pan-agordini pjan e ciaf, come nel bellunese pjan, ciave).
- la conservazione delle s finali latine nei plurali è totalmente assente, mentre quelle delle seconde persone del verbo sono conservate solo eccezionalmente:
  - in forme interrogative (che sono a inversione, in cui quindi la s è venuta a trovarsi seguita dal pronome tu, nella val del Biois to) con verbo monosillabo: as-tu (val del Biois as-to), es-tu (es-to), vas-tu (vas-to), sas-tu (sas-to), das-tu (das-to), os-tu (vos-to), per contro al bellunese a-tu, se-tu, va-tu, sa-tu, da-tu, u-tu;
  - nella forma t'es ([tu] sei), che però è della sola val del Biois, mentre nella conca è te é o te sé;
- non c'è la chiusura di a in e: ad esempio, le parlate agordine conservano casa contro l'alleghese césa.

## Caratteristiche

### Caratteristiche comuni
Comuni all'intera area sono alcune peculiarità lessicali:
- agordino gézia (/'dʒezja/) o gìzia per contro al bellunese céza (chiesa)[2], comunque diffuso anche in agordino[3];
- agordino valc per qualcosa, di contro al bellunese calcòssa, e anche, ma solo nella val del Biois, valguɲ/vargun per qualcuno (nella conca invece la forma è uguale a quella bellunese: cachidùni);
- agordino nìa, per contro al bellunese ɲent;
- l'infinito del verbo andare si presenta con la forma arcaica (n)dì (cfr. alleghese dzì /'dzi/, dal latino de-ire, poi confusasi con il veneto (a)ndar, che invece è dal latino ambulare; per questo in alcuni dialetti la forma da deire presenta la nasale iniziale), che tuttavia rimane viva nella sola val del Biois (con participio dut), mentre la conca ha innovato con ndà (participio ndat).

L'agordino presenta una spiccata tendenza alla caduta di certe vocali finali, più forte che nel bellunese e simile a quella dei dialetti dell'alto Cordevole. In particolare, cade generalmente la -o dei maschili e la -i dei loro plurali, che spesso risultano così uguali alla forma singolare: bellunese e agordino el fóc/i fóc; bellunese e agordino el sórth/i sórth (it. topo).

Cade inoltre la -e desinenziale delle terze persone (e, nel bassoagordino, della seconda singolare) della seconda coniugazione verbale: per cui di fronte al bellunese al lède, al scrive, al véde, al fridhe l'agordino presenta el ljéž, el scrif, el vét, el frith.
Gli infiniti verbali, rispetto al bellunese, sono privi della -r finale: cantà, ljéde, finì, èse rispetto ai bellunesi cantàr, lèder, finìr, èser. Questo fa sì che nei verbi regolari della prima e della terza coniugazione infinito e participio passato (maschile singolare) coincidano: cantà vale sia cantare sia cantato.
È presente, per la seconda coniugazione verbale, un participio passato in -ést (presente anche nel primierotto), assieme a quello più raro in -ù (tipico del bellunese) e alle forme irregolari: ljedést, avést/aést/avù/aù/bù, ciolést/ciót, sentést/sentì, savést/saést.

### Differenze interne
In termini generali, le differenze tendono a polarizzarsi tra le due zone (conca agordina e val del Biois).
Differenze nella declinazione nominale:
- i plurali dei maschili in -n (es. balcón) sono nel bassoagordino corrispondenti a quelli bellunesi, che perdono la -n e mettono una -i (balcói), mentre nella val del Biois mutano la finale nella palatale /ɲ/ (balcóɲ), con un meccanismo analogo (/ni/>/nj/>/ɲ/) a quello delle parlate dell'alto Cordevole.

Differenze nella coniugazione:
- le forme verbali di seconda persona nel basso agordino sono sempre uguali a quella delle terze persone come accade nel bellunese, mentre nella val del Biois (ad eccezione di alcuni monosillabi) sono uguali a quella della prima: bassoagordino e bellunese cante, te canta, el canta, val del Biois cante, te cante, el canta; bassoagordino ljéde, te ljéth, el ljéth, val del Biois ljéde, te ljéde, el ljéth; bassoagordino e bellunese vae, te va, el va, val del Biois vade, te vade, el va;
- alcune forme verbali di prima persona monosillabe nelle forme bellunesi e bassoagordine (vae, fae, dae) sono differenti e bisillabe nella valle del Biois (vade, fathe, daghe);
- la prima persona dei verbi avere e sapere è (mi) hai, sai nella val del Biois, mentre nel bassoagordino le forme arcaiche sono hè, sè, concorrenziate dal bellunese (e italiano) hò, sò, ormai prevalenti ad Agordo;
- identicamente si comporta la desinenza del futuro semplice (derivata appunto dal verbo avere come in tutta l'area romanza) di prima persona: val del Biois maɲarài, sarài, farài, bassoagordino maɲarè, sarè, farè (o maɲarò, sarò, farò);
- le desinenze dell'imperfetto del bassoagordino sono uguali a quelle bellunesi (prima e seconda coniugazione -ée, -éa, éa, -jón, -jé, -éa) ma diverse da quelle della val del Biois (prima e seconda coniugazione: -éi, -éi, -éa, -jàne, -jà, -éa). Così, a confronto le forme basso e alto agordine risultano cantée/cantéi, te cantéa/te cantéi, el cantéa, cantjón/cantjàne, cantjé/cantjà, i cantéa.

Differenze lessicali:
- cadere è tomà nella val del Biois come in altre parlate dell'alto cordevole, mentre nel basso agordino i verbi usati sono caì o cascà;
- arrivare è lugà nella val del Biois, mentre il bassoagordino ha una forma analoga a quella bellunese: rivà.